# 三森大貴
三森 大貴（みもり まさき、1999年2月21日 - ）は、埼玉県越谷市出身のプロ野球選手（内野手）。右投左打。横浜DeNAベイスターズ所属。

## 経歴

### プロ入り前
野球を始めたのは幼稚園の頃からで、越谷市登戸町内の少年野球チーム「登戸ファイターズ」に加入、小学3年生にして上級生の試合に同行するようになり、この時背番号13を与えられた。
中学は埼玉を離れ、青森県青森市の青森山田中学校に進学。中学生時代は、「青森山田リトルシニア」で全国大会上位進出などの活躍をする。
高校は青森山田高等学校に進学、1年生の秋からレギュラーで出場。2年生の秋には、堀岡隼人とともに、秋季東北地区大会を同校として初優勝し、第46回明治神宮野球大会に「4番・遊撃手」として初出場を果たす。東邦高等学校に4対3で勝利し、ベスト4に進出する。
3年生の春に第88回選抜高等学校野球大会に同校として11年ぶり2回目の出場を果たすが、1回戦で前年の神宮大会の準決勝で敗れた敦賀気比高等学校と対戦し、1対0で初戦敗退となった。3年生夏の甲子園の青森県大会では、4回戦で敗退し、春夏連続の甲子園出場はならなかった。

2016年10月20日に行われたプロ野球ドラフト会議にて、福岡ソフトバンクホークスから4位指名を受け、11月5日に契約金4000万円、年俸500万円（金額は推定）で契約合意に達し、同月22日に福岡市内のホテルで入団発表会見が行われた。背番号は68。

### ソフトバンク時代

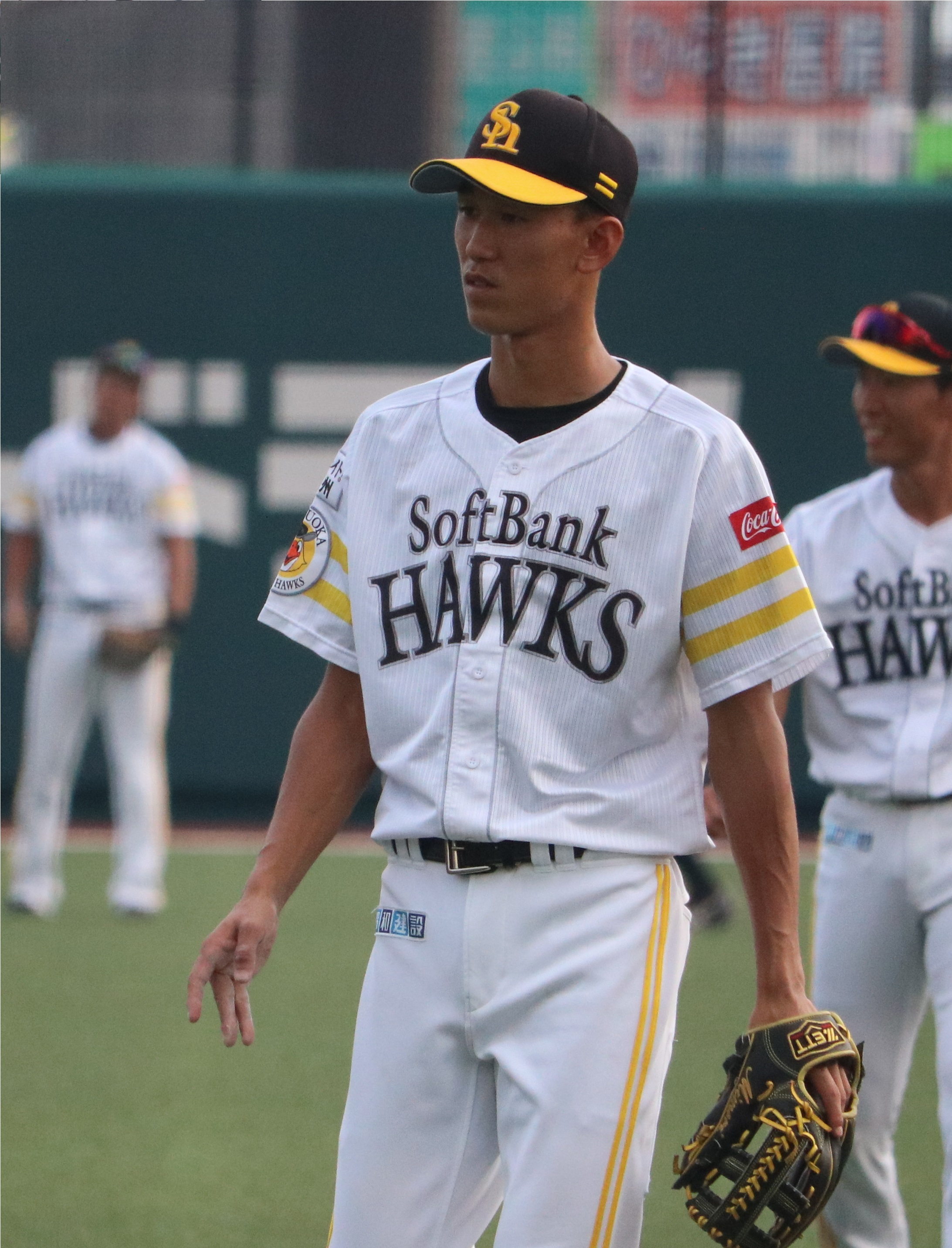
2017年7月28日 タマホーム スタジアム筑後にて（福岡ソフトバンクホークス時代）

2017年、3月17日に行われたウエスタン・リーグ開幕戦、対阪神タイガース戦において、7回に代打で二軍公式戦初出場、翌18日に行われた同じく対阪神戦において、「2番・二塁手」で先発出場し二軍公式戦初安打を記録する。二軍公式戦において27試合に出場し、打率.289。三軍戦では70試合に出場し、打率.244、13打点、16盗塁の成績を残す。
2018年、二軍公式戦において50試合に出場し、打率.271、12打点、1本塁打、8盗塁だった。オフに開催された2018アジアウインターベースボールリーグにNPBウエスタン選抜として出場した。
2019年、一軍で外野手に故障者が続出したこともあり、初めて外野ノックを受けるなど外野守備にも備えて4月18日に一軍に初昇格した。同日の対千葉ロッテマリーンズ戦で一塁手としてプロ初出場を果たすと、4月21日の対埼玉西武ライオンズ戦では「9番・二塁手」でプロ初スタメンを飾り、猛打賞に1打点と活躍。7月1日には出場選手登録抹消となったが、一軍で24試合の出場と飛躍した。シーズンオフにはプエルトリコのウィンターリーグに派遣された。オフの12月26日の契約更改では70万円増となる推定年俸600万円で契約を更改した。
2020年、開幕一軍登録を果たし、前年と同じく24試合に出場するが、打率は前年を下回る。8月17日に出場選手登録を抹消されるが、ウエスタン・リーグにおいて、打率.323、出塁率.397を記録し、ウエスタン・リーグ首位打者賞と最高出塁率者賞を受賞した。オフの12月7日の契約更改では100万円増となる推定年俸700万円で契約を更改した。
2021年6月4日に一軍へ昇格すると、同日の対阪神戦（甲子園）で「1番・二塁手」としてスタメン出場を果たした。6月10日の対広島東洋カープ戦（福岡PayPayドーム）では自身初の1試合4安打を放ち、この試合チーム唯一の打点を挙げ、試合を引き分けに持ち込んだ。シーズン通算では86試合に出場し、二塁に定着、打率.249、20打点、16盗塁と奮闘した。オフの12月7日の契約更改では1700万円増となる推定年俸2400万円で契約を更改した。
2022年は、初めて開幕戦（3月25日・対日本ハム戦・福岡PayPayドーム）をスタメン（1番・二塁手）で迎えた。4月5日の対オリックス・バファローズ戦の2回裏、二死二・三塁の場面で山﨑颯一郎からプロ初本塁打を放った。しかし、7月10日に左手親指を骨折、左第1指基節骨骨折で復帰まで約3か月程度と診断されていたものの、わずか1か月後の8月9日には二軍戦で実戦復帰し、8月16日、対西武15回戦で一軍に復帰したものの、復帰4試合目の8月19日、先発出場していたところ、同日昼に受けた検査により新型コロナウイルス陽性と判定されたため、3回の守備から退きそのまま再び登録抹消、9月1日の対ロッテ20回戦（福岡PayPayドーム）で再復帰を果たす。10月2日の対千葉ロッテマリーンズ戦では先頭打者本塁打を記録した。左手親指の骨折や新型コロナウィルス感染での離脱がありながらも、二塁手のスタメンとして自己最多の102試合に出場し、年間規定打席に後7打席足りなかったものの打率.257、9本塁打、36打点、20盗塁の成績でレギュラーシーズンを終えた。11月27日に開催されたファン感謝祭では、2023年シーズンより背番号13に変更されることが発表された。球団からは1桁番号も提示されたが、プロ入り当時から「いつか13番をつけたい」と家族に話していた思い入れのある番号を選んだ。オフの12月12日の契約更改では2100万円増となる推定年俸4500万円で契約を更改した。
2023年、オープン戦では打率1割台に苦しみ、開幕を二軍で迎えた。4月25日に一軍に昇格すると、6・7月は月間打率3割超を記録した。7月10日の対西武戦（京セラドーム大阪）で6回無死無走者の打席で隅田知一郎からシーズン初本塁打、8月は11日の対日本ハム戦（福岡PayPayドーム）で1回裏に上沢直之から、19日の対西武戦（福岡PayPayドーム）で1回裏に與座海人から計2本の初回先頭打者本塁打を放った。シーズン通算では102試合に出場、打率.260、5本塁打、21打点、14盗塁の成績であった。オフの契約更改では12月20日の1度目の交渉で「少し時間を置きたい」との理由で契約を保留し、同月25日の2度目の交渉で200万円減となる推定年俸4300万円で契約を更改した。
2024年は、開幕一軍を迎えるが、4月2日の試合前のシートノック中に右手人差し指を骨折し、4月4日に登録抹消となった。その後、4月28日に一軍復帰をし、5月6日の日本ハム戦（みずほPayPayドーム）では勝ち越し本塁打を含む3安打4打点の活躍で先発の和田毅のシーズン初勝利に貢献するが、5月30日の読売ジャイアンツ戦（東京ドーム）で守備の際にまたしても右手人差し指を負傷し、翌31日に右示指末節骨関節内脱臼骨折と診断され登録抹消された。6月3日には佐賀市内の病院で右示指関節内骨折観血的手術を行ったことを球団が発表した。7月26日のウエスタン・リーグの試合で復帰を果たし、自身の状態やチーム状況も踏まえて二軍では外野にも挑戦し調整を続けたが、一軍復帰することはなく、25試合の出場で打率.288、1本塁打、13打点の成績でシーズンを終えた。11月6日には、右示指骨内異物除去術および観血的関節受動術を行ったことを球団が発表した。

### DeNA時代
2024年12月23日、濵口遥大との交換トレードで横浜DeNAベイスターズへ移籍することが発表された。背番号は26。
2025年、春季キャンプはA班でスタートし、2月9日の紅白戦で監督の三浦大輔から走塁面での好評価を得るも、11日の中日ドラゴンズとの練習試合で左ふくらはぎの張りを訴えて途中交代。翌日、腓腹筋内側頭肉離れと診断され、14日からB班キャンプ合流となった。それでも開幕一軍入りを見据えて調整を続け、3月中に実戦復帰した。オープン戦出場を経て、3月25日に一軍に合流し、そのまま開幕を一軍で迎えた。同月28日の中日ドラゴンズとの開幕戦（横浜スタジアム）に代打で移籍後初出場すると祖父江大輔の初球を左前安打にし、その後にチーム初盗塁も決めた。4月1日の対阪神タイガース戦（京セラドーム大阪）では「3番・右翼手」として移籍後初先発出場。一軍公式戦での外野守備経験は2020年の1試合のみであり、外野でのスタメンは自身初であった。6月8日の北海道日本ハムファイターズ戦で宮西尚生からサヨナラ打を放った。

## 選手としての特徴・人物
“走攻守”3拍子が揃う万能野手。打撃では広角に打ち分ける技術とパンチ力が武器。守備では遠投100mの強肩を誇り、高校時代は遊撃手を務めたが、プロ入り後は二塁手を本職に一塁手、三塁手、外野手と様々なポジションをこなすユーティリティープレイヤーとなった。走塁では50m走のタイム5秒9、ホームから一塁までの塁間で4秒前後を記録した俊足を持つ。
愛称は「軍師」（後述）、「みもりん」、「マサ」。
ホークス入団から2年間は兄の勧めで、同姓繋がりかつ野球アニメ『ダイヤのA』の主題歌でもある三森すずこの『グローリー!』を登場曲としていた。
2020年12月8日、同年8月に一般女性と結婚していたことが報じられた。

## エピソード

### 複数の珍プレーを生んだ指差し
2020年7月11日の対楽天戦では、8回裏無死一塁の場面で、バントの構えを見せた打者・三森への投球を相手捕手・太田光が捕球できず、その隙に一塁走者・牧原大成が飛び出してしまう。すると、三森は二塁方向を指差し、太田の素早い処理で一・二塁間の挟殺プレーに。牧原は急いで一塁に戻ろうとするも、今度は太田の送球を受けた相手遊撃手・茂木栄五郎の一塁送球が牧原のヘルメットをかすり、一塁ベースコーチ・本多雄一の頭部にも直撃。ボールが一塁側ベンチへ入ったことによりボールデッドとなり牧原は三塁まで進塁した（本多と牧原は無事）。この三森の指差しから複数の珍プレーが生まれたことが話題になり、計略で相手を陥れることを連想した「軍師」の愛称がついた。三森の兄はブログでこのプレーの真相を語っており、三森は相手捕手・太田の悪送球を故意的に誘ったのではなく、一塁走者の牧原に「止まれ」と伝えるために手を出したが、すでに牧原が走っていたため、間に合わなかったという。

### 源田壮亮と協力してギネス世界記録達成
2023年1月22日にTBS系列で放送された『ジョブチューン』の企画で源田壮亮（西武）と共に1分間でどれだけキャッチボールができるか挑戦し、53回を記録してギネス世界記録に認定された。しかし、その後、アメリカのアマチュアペアによって記録は更新されている。

## 詳細情報

### 年度別打撃成績
| 年 度     | 球 団        | 試 合 | 打 席 | 打 数 | 得 点 | 安 打 | 二 塁 打 | 三 塁 打 | 本 塁 打 | 塁 打 | 打 点 | 盗 塁 | 盗 塁 死 | 犠 打 | 犠 飛 | 四 球 | 敬 遠 | 死 球 | 三 振 | 併 殺 打 | 打 率 | 出 塁 率 | 長 打 率 | O P S |
| --------- | ------------ | ----- | ----- | ----- | ----- | ----- | -------- | -------- | -------- | ----- | ----- | ----- | -------- | ----- | ----- | ----- | ----- | ----- | ----- | -------- | ----- | -------- | -------- | ----- |
| 2019      | ソフトバンク | 24    | 51    | 48    | 7     | 10    | 2        | 2        | 0        | 16    | 1     | 3     | 2        | 0     | 0     | 2     | 0     | 1     | 17    | 0        | .208  | .255     | .333     | .588  |
| 2020      | ソフトバンク | 24    | 46    | 43    | 4     | 7     | 2        | 0        | 0        | 9     | 2     | 1     | 1        | 1     | 0     | 1     | 0     | 1     | 17    | 0        | .163  | .200     | .209     | .409  |
| 2021      | ソフトバンク | 86    | 345   | 329   | 34    | 82    | 9        | 6        | 0        | 103   | 20    | 16    | 5        | 3     | 2     | 11    | 0     | 0     | 77    | 3        | .249  | .272     | .313     | .585  |
| 2022      | ソフトバンク | 102   | 437   | 393   | 58    | 101   | 13       | 4        | 9        | 149   | 36    | 20    | 3        | 10    | 3     | 28    | 0     | 3     | 81    | 3        | .257  | .309     | .379     | .688  |
| 2023      | ソフトバンク | 102   | 316   | 296   | 40    | 77    | 8        | 2        | 5        | 104   | 21    | 14    | 8        | 8     | 0     | 12    | 0     | 0     | 48    | 4        | .260  | .289     | .351     | .640  |
| 2024      | ソフトバンク | 25    | 71    | 66    | 6     | 19    | 2        | 0        | 1        | 24    | 13    | 2     | 1        | 1     | 0     | 4     | 0     | 0     | 10    | 1        | .288  | .329     | .364     | .692  |
| 通算：6年 | 通算：6年    | 363   | 1266  | 1175  | 149   | 296   | 36       | 14       | 15       | 405   | 93    | 56    | 20       | 23    | 5     | 58    | 0     | 5     | 250   | 11       | .252  | .289     | .345     | .634  |

- 2024年度シーズン終了時

### 年度別守備成績
内野守備
| 年 度 | 球 団        | 一塁  | 一塁  | 一塁  | 一塁  | 一塁  | 一塁     | 二塁  | 二塁  | 二塁  | 二塁  | 二塁  | 二塁     | 三塁  | 三塁  | 三塁  | 三塁  | 三塁  | 三塁     |
| 年 度 | 球 団        | 試 合 | 刺 殺 | 補 殺 | 失 策 | 併 殺 | 守 備 率 | 試 合 | 刺 殺 | 補 殺 | 失 策 | 併 殺 | 守 備 率 | 試 合 | 刺 殺 | 補 殺 | 失 策 | 併 殺 | 守 備 率 |
| ----- | ------------ | ----- | ----- | ----- | ----- | ----- | -------- | ----- | ----- | ----- | ----- | ----- | -------- | ----- | ----- | ----- | ----- | ----- | -------- |
| 2019  | ソフトバンク | 9     | 38    | 1     | 0     | 3     | 1.000    | 13    | 19    | 28    | 2     | 5     | .959     | -     | -     | -     | -     | -     | -        |
| 2020  | ソフトバンク | -     | -     | -     | -     | -     | -        | 15    | 21    | 31    | 2     | 9     | .963     | 3     | 0     | 1     | 0     | 1     | 1.000    |
| 2021  | ソフトバンク | 9     | 39    | 1     | 0     | 6     | 1.000    | 82    | 129   | 211   | 4     | 36    | .988     | -     | -     | -     | -     | -     | -        |
| 2022  | ソフトバンク | 12    | 82    | 2     | 3     | 5     | .966     | 93    | 183   | 245   | 4     | 48    | .991     | -     | -     | -     | -     | -     | -        |
| 2023  | ソフトバンク | 2     | 3     | 0     | 0     | 0     | 1.000    | 91    | 174   | 208   | 5     | 42    | .987     | -     | -     | -     | -     | -     | -        |
| 2024  | ソフトバンク | 3     | 5     | 1     | 0     | 1     | 1.000    | 21    | 47    | 52    | 4     | 11    | .961     | -     | -     | -     | -     | -     | -        |
| 通算  | 通算         | 35    | 167   | 5     | 3     | 15    | .983     | 315   | 573   | 775   | 21    | 151   | .985     | 3     | 0     | 1     | 0     | 1     | 1.000    |

外野守備
| 年 度 | 球 団        | 外野  | 外野  | 外野  | 外野  | 外野  | 外野     |
| 年 度 | 球 団        | 試 合 | 刺 殺 | 補 殺 | 失 策 | 併 殺 | 守 備 率 |
| ----- | ------------ | ----- | ----- | ----- | ----- | ----- | -------- |
| 2020  | ソフトバンク | 1     | 0     | 0     | 0     | 0     | ----     |
| 通算  | 通算         | 1     | 0     | 0     | 0     | 0     | ----     |

- 2024年度シーズン終了時

### 記録
初記録
- 初出場：2019年4月18日、対千葉ロッテマリーンズ6回戦（ZOZOマリンスタジアム）、8回裏に一塁手として出場
- 初打席：2019年4月20日、対埼玉西武ライオンズ5回戦（メットライフドーム）、9回表に増田達至から一ゴロ
- 初先発出場：2019年4月21日、対埼玉西武ライオンズ6回戦（メットライフドーム）、「9番・二塁手」で先発出場
- 初安打：同上、3回表に髙橋光成から右前安打
- 初盗塁：同上、3回表に二盗（投手：髙橋光成、捕手：森友哉）
- 初打点：同上、4回表に髙橋光成から投前適時内野安打
- 初本塁打：2022年4月5日、対オリックス・バファローズ1回戦（福岡PayPayドーム）、2回裏に山﨑颯一郎から右越3ラン[85]

### 背番号
- 68（2017年[12] - 2022年）
- 13（2023年[3] - 2024年）
- 26（2025年[58] - ）

### 登場曲
- 「グローリー!」三森すずこ（2017年 - 2018年）
- 「僕の声」Rhythmic Toy World（2019年）
- 「ピースサイン」米津玄師（2019年）
- 「Smile for me」E-girls（2020年 - ）
- 「Dreamin' Together feat. Little Mix」Flower（2020年 - ）